# Campionati mondiali di pattinaggio di velocità su distanza singola 2025 - 10000 m maschili
L'evento dei 10000 m maschili dei campionati mondiali di pattinaggio di velocità su distanza singola 2025 si è svolto il 16 marzo 2025 al Vikingskipet di Hamar, in Norvegia.

## Risultati
| Pos | Pair | Corsia | Atleta              | NOC         | Tempo    | Diff   |
| --- | ---- | ------ | ------------------- | ----------- | -------- | ------ |
| 1   | 5    | o      | Davide Ghiotto      | Italia      | 12:46.15 |        |
| 2   | 2    | o      | Vladimir Semirunniy | Polonia     | 12:49.93 | +3.78  |
| 3   | 5    | i      | Metoděj Jílek       | Rep. Ceca   | 12:51.53 | +5.38  |
| 4   | 2    | i      | Jorrit Bergsma      | Paesi Bassi | 12:57.13 | +10.98 |
| 5   | 4    | i      | Sander Eitrem       | Norvegia    | 12:57.33 | +11.18 |
| 6   | 4    | o      | Ted-Jan Bloemen     | Canada      | 12:58.10 | +11.95 |
| 7   | 1    | i      | Timothy Loubineaud  | Francia     | 13:05.72 | +19.57 |
| 8   | 6    | o      | Casey Dawson        | Stati Uniti | 13:06.75 | +20.60 |
| 9   | 6    | i      | Chris Huizinga      | Paesi Bassi | 13:09.80 | +23.65 |
| 10  | 3    | o      | Felix Maly          | Germania    | 13:11.63 | +25.48 |
| 11  | 3    | i      | Graeme Fish         | Canada      | 13:13.55 | +27.40 |
| 12  | 1    | o      | Jason Suttels       | Belgio      | 13:32.04 | +45.89 |